# Iclod (okręg Alba)
Iclod – wieś w Rumunii, w okręgu Alba, w gminie Sâncel. W 2011 roku liczyła 388 mieszkańców.